# Église Saint-Clair-Saint-Léger de Souppes-sur-Loing
L'église Saint-Clair-Saint-Léger est une église catholique située à Souppes-sur-Loing, en France.

## Situation et accès
L'église est située sur la commune de Souppes-sur-Loing, dans le département français de Seine-et-Marne. Elle est implantée dans le centre-ville, sur la place de la République.
L'accès principal s'effectue sur la façade sud-est, du côté du parking de la place.

## Historique
L'édifice est classé au titre des monuments historiques en 1908.